# Bashar Murad
Bashar Murad (en arabe : بشار مراد ; né le 7 février 1993) est un auteur-compositeur-interprète, vidéaste et militant palestinien basé à Jérusalem-Est. Sa musique aborde les normes sociétales, la vie en territoire occupé et l'égalité des genres au Moyen-Orient. Il est principalement connu pour sa collaboration avec le groupe techno-punk islandais Hatari sur la chanson Klefi / Samed (صامد), sortie peu de temps après que Hatari a brandi le drapeau palestinien lors de la finale de l'Eurovision 2019 à Tel Aviv,,,. Bashar Murad sort son premier EP Maskhara en juin 2021.

## Jeunesse
Bashar Murad naît à Jérusalem-Est en 1993, de Fadia Daibes et Said Murad, fondateur du groupe musical palestinien alternatif Sabreen. Il décrit la musique comme une échappatoire l'aidant à surmonter les pressions dues à la vie en territoire occupé, mais aussi celles subies en tant qu'homme gay dans une société conservatrice.
Il étudie dans un lycée américain de Jérusalem, avant de poursuivre des études au Bridgewater College, en Virginie. Aux États-Unis, il se rend compte que ses camarades ont peu de connaissances sur la Palestine, mais souhaitent en savoir plus, ce qui le pousse à aborder des sujets politiques dans sa musique. Il retourne ensuite vivre à Jérusalem-Est.

## Carrière
Bashar Murad publie sur sa chaîne Youtube des reprises de morceaux pops à partir de 2015, avant de créer ses propres chansons. Il produit la plupart de son travail dans un studio d'enregistrement promouvant les artistes arabes.
En 2018, son single Ana Zalameh (I'm A Man), qui raconte les rôles de genre en Palestine depuis la perspective d'un garçon de 10 ans, est produit par un programme de l'ONU Femmes dédié à l'égalité femmes-hommes.
Bashar Murad prend part avec des artistes manifestant contre le concours Eurovision de la chanson 2019, organisé à Tel-Aviv, à l'évènement alternatif GlobalVision, diffusé en ligne en même temps que la finale de l'Eurovision 2019. Le single Klefi / Samed (صامد), en collaboration avec le groupe islandais Hatari, qui a brandi un drapeau palestinien lors de l'annonce de ses points à l'Eurovision, est mis en ligne moins d'une semaine après la finale du concours Eurovision, et cumule plus de 2 millions de vues en 2022.
Il publie l'EP Maskhara le 11 juin 2021, incluant les quatre titres Maskhara, Antenne, Intifada on the Dance Floor, et Ana Wnafsi.

Le 17 juin 2022, juste avant son concert prévu dans un centre culturel de Ramallah, un groupe d'hommes mené par le fils d'un prédicateur proche du Hamas fait irruption, exigeant l'annulation du spectacle et attaquant la foule. D'autres évènements et lieux culturels sont attaqués ou menacés en Cisjordanie dans les mois suivants,.
Le 24 janvier 2024, il est annoncé comme faisant partie des dix candidats au Söngvakeppnin, la présélection nationale islandaise pour le Concours Eurovision de la chanson 2024. Il y interprète sa chanson Wild West (en islandais : Vestrið villt). Participant à la seconde demi-finale, il se qualifie pour la finale du 2 mars 2024.

Lors de la finale, il termine en tête du premier tour de vote, et se qualifie ainsi pour le second tour face à Hera Björk. Recevant un total de 97 495 votes, il est battu par cette dernière et sa chanson Scared of Heights. Les résultats de Bashar à cette présélection ont donné lieu à plusieurs controverses, dont des accusations de manque de transparence de la part du diffuseur RÚV à la suite d'un problème technique de l'application de vote par exemple.

## Discographie

### EP
- 2021 : Maskhara

### Singles
- 2015 : Hallelujah
- 2015 : Happy Xmas (War Is Over), ft. Muhammad Mughrabi, 2015
- 2015 : The Door
- 2016 : More Like You
- 2017 : Voices
- 2018 : Ilkul 3am Bitjawaz (Everyone's Getting Married)
- 2018 : Shillet Hamal (Bunch of Bums)
- 2018 : Ma Bitghayirni (You Can't Change Me)
- 2018 : Ana Zalameh (I'm A Man)
- 2019 : Klefi / Samed (صامد) par Hatari, ft. Bashar Murad
- 2020 : Maskhara (Mockery)
- 2021 : Antenne, ft. Tamer Nafa
- 2021 : Intifada On The Dance Floor